# 堡面前乡
堡面前乡，是中华人民共和国湖南省邵陽市邵东市下辖的一个乡镇级行政单位。

## 行政区划
堡面前乡下辖以下地区：
杉木源村、大羊村、红旌村、花甲村、蔼竹村、新源村、五一村、金石村、新华村、茶云村、八一村、堡面前村、大云村、雷湾村、横江冲村、双联村、胜利村、永桂村和槽源冲村。